# Adarnaz III. od Iberije
Adarnaz III. od Iberije (gru. ადარნასე III), vladajući princ Iberije u pokrajini Kartli u istočnoj Gruziji. Adarnaz je sin princa Nersesa I. od Iberije i njegove supruge, kćeri Miriane od Kakhetija. Adarnaz je izravni potomak Iberijskih kneževa, a sin gruzijskog kralja Guarama III.  bio je u braku s Adarnazevom kćeri. Adarnaz III. od Iberije je nosio naslov Kouropalates, što svjedoči o visokom stupnju bizantskog utjecaja u tadašnjj Gruziji, iako je bila pod upravom arapskog kalifata.